# Ranulfo Fuentes Rojas
Ranulfo Amador Fuentes Rojas (* 18. November 1940 in Punqui, Distrikt Anco, Provinz La Mar, Region Ayacucho) ist ein peruanischer Dichter, Schriftsteller, Komponist und Sänger.

## Leben
Ranulfo Fuentes wurde am 18. November 1940 im Quechua-Dorf Punqui im Distrikt Anco in der Region Ayacucho geboren. Sämtliche Bewohner von Punqui sprachen Chanka-Quechua, Ranulfos Muttersprache. Spanisch sprechen und schreiben lernte er in der Schule. Er ging zunächst an die Primarschule in Punqui und dann an die in Sachacaccay. Nach seiner Aussage lernte er hier, die Lyrik, die Musik und das Tanzen der Huainos zu lieben. Als er neun Jahre alt war, starb seine Mutter und zwei Jahre später auch sein Vater. Deswegen konnte er in Ayacucho nicht die Primarschule abschließen und zog nach Lima, wo er bei seinem Onkel Puentes Quintanilla im Distrikt Rímac lebte. Dort lernte er viele Musiker kennen, darunter Jaime Guardia, Mama Paulina, Pastorita Huaracina und Orasmo Medina. Die Primarschule schloss er hier mit 14 Jahren ab und begann bei einem Juwelier zu arbeiten. Es gefiel ihm jedoch sehr die Musik, und er komponierte sein erstes Lied, einen Walzer für seine verstorbene Mutter, und nahm damit – ohne Erfolg – an einem Wettbewerb von Radio Belén teil. 1961 kehrte er nach Huamanga/Ayacucho zurück und schloss hier die Sekundarschule als bester Schüler seiner Klasse ab. 1969 ging er an die Universidad Nacional de San Cristóbal de Huamanga (UNSCH) und studierte Sprache und Literatur. Eine Weile lebte er in der Provinz Víctor Fajardo, wo er Gemeinderat für Kultur war.
In den 2000er Jahren lebte er eine Zeitlang in Barcelona, wo er auch Chanka-Quechua im Verein der Nachbarn der Heiligen Familie (Asociación de vecinos de la Sagrada Familia) unterrichtete.

## Literarisches und musikalisches Wirken
Ranulfo Fuentes ist Autor zahlreicher Lieder, Gedichte und Erzählungen auf Spanisch und Chanka-Quechua, insbesondere zu Themen aus der Natur und dem Leben der einfachen Leute. Er hat Musik und Texte für zahlreiche peruanische Huainos erstellt. Zudem tritt er als Sänger und Gitarrist auf. Eines seiner meist bekannten Lieder ist El hombre („Der Mensch“, Quechua-Version Runa), nach seinen Worten ein „Lied von der menschlichen Würde“, gesungen von „den Religiösen, den Militärs, den Arbeitern“. Er schrieb das Lied 1970, wenige Monate nach einem Massaker der Sinchis an Schülern und Bauern in Huanta und Jahre vor Beginn des Bewaffneten Konflikts in Peru.

## Veröffentlichungen
- Llaqtaypa harawin. In: Ranulfo Fuentes Rojas, Víctor Tenorio García: Llaqtaypa harawin / Musqusqa Harawikuna. Lima, Perú: Universidad Nacional Federico Villarreal, Editorial Universitaria, 2003. ISBN 9789972951626
- El cantar de Ranulfo. Lima: Lluvia Editores, 1994.
- Chalena Vásquez Rodríguez; Abilio Vergara Figueroa; Ranulfo Fuentes Rojas: Ranulfo, el hombre. Lima: CEDAP, 1990.